# سیارک ۶۵۷۰
سیارک ۶۵۷۰ (به انگلیسی: 6570 Tomohiro، نامگذاری:1994JO) شش هزار و پانصد و هفتادمین سیارک کشف شده‌است که در ۶ مه ۱۹۹۴ کشف شد.
قدر مطلق سیارک برابر ۱۲٫۱۰ است.